# Chigutisauridae
Chigutisauridae es un grupo extinto de temnospóndilos que vivieron a largo de la Era Mesozoica, desde comienzos del período Triásico hasta comienzos del período Cretácico. Se distribuyeron en Gondwana, en lo que hoy es Argentina, Australia, Sudáfrica y la India.